# 주한 (프로게이머)
주한(본명: 이주한, 2001년 8월 31일 ~ )은 대한민국의 리그 오브 레전드 프로게이머로 아이디는 Juhan이다. 포지션은 정글이며 현재 DRX에서 활동하고 있다.

## 선수 생활
2019년 6월 아수라에 입단하면서 프로 커리어를 시작했다. 서머 시즌 팀의 포스트시즌 진출에 기여했다.
2020년 3월, OZ 게이밍에 입단했다. 
2021시즌을 앞두고 농심 레드포스에 입단했다. 스프링 시즌 피넛의 서브 선수로 활동했다. 서머 시즌을 앞두고 2군팀으로 샌드다운되었다.
2022시즌을 앞두고 PSG 탈론에 입단했다. 2022 스프링 시즌 팀의 주전 정글러로 활동하면서 스프링 시즌 우승에 기여했다. 이후 MSI 2022에 참가했다. MSI가 종료된 이후 팀에서 퇴단했다.
2022년 서머 시즌 도중 DRX에 입단했다. 입단 이후 표식과 번갈아가면서 출전을 기록했으며 월즈 선발전에서는 표식을 대신해 팀의 주전 정글러로 활동하면서 팀의 리그 오브 레전드 월드 챔피언십 2022 진출에 큰 기여를 하였다. 리그 오브 레전드 월드 챔피언십 2022의 엔트리에 포함이 되었으며 플레이인 2경기와 조별리그 로그와의 첫 경기에서 출전했다. 이후에는 표식이 주전 정글러로 활동하면서 서브 선수로 자리잡았지만 팀이 우승을 차지하면서 첫 월즈 우승을 달성하였으며 월즈 로얄로더를 기록하게 되었다.

## 소속팀
| # | 팀명          | 소속 기간             | 소속 리그 | 비고 |
| - | ------------- | --------------------- | --------- | ---- |
| 1 | 아수라        | 2019.06.05~2020.02.06 | CK        |      |
| 2 | OZ 게이밍     | 2020.03.06~2020.11.30 | CK        |      |
| 3 | 농심 레드포스 | 2020.11.30~2021.12.09 | LCK       |      |
| 4 | PSG 탈론      | 2021.12.09~2022.06.02 | PCS       |      |
| 5 | DRX           | 2022.07.05~           | LCK       |      |

## 수상 내역
- 2020 LoL KeSPA컵 울산 준우승
- 리그 오브 레전드 퍼시픽 챔피언십 시리즈 2022 스프링 우승
- 리그 오브 레전드 월드 챔피언십 2022 우승